# Айнабулак (Абайский сельский округ)
Айнабулак (каз. Айнабұлақ) — село в Каркаралинском районе Карагандинской области Казахстана. Административный центр Абайского сельского округа. Код КАТО — 354831100.

## История
Основано в 1955 г как совхоз имени Абая.

## Население
В 1999 году население села составляло 1080 человек (586 мужчин и 494 женщины). По данным переписи 2009 года, в селе проживали 644 человека (333 мужчины и 311 женщин).